# Einbanddurchreibung
Die Einbanddurchreibung bezeichnet in der Einbandforschung eine Technik zur grafischen Abbildung der Verzierungen auf  Bucheinbänden und der zugrunde liegenden Buchbinderwerkzeuge. Es wird zwischen der Ganzdurchreibung, die einen gesamten Buchdeckel abbildet, und der Stempeldurchreibung, die der Darstellung einzelner Stempel, Rollen und Platten dient, unterschieden. Sie kann als Sonderform des Brass rubbings angesehen werden.

## Funktion
Die Durchreibung ist ein Instrument zur vergleichenden Untersuchung von Einbänden, denn wesentlich für die zeitliche und räumliche Verortung eines Einbands ist der Stempelvergleich. Da Einbandforscher aber meist nur auf eine begrenzte Auswahl an Originaleinbänden zugreifen können, müssen sie die Möglichkeiten der detaillierten Reproduktion in Anspruch nehmen, um ausreichend Vergleichsmaterial an einem Ort zu versammeln.
Fotografien können dafür nur in eingeschränkter Form herangezogen werden. Sie bilden erstens in der Regel nicht die reale Größe ab, zweitens können sich durch den Aufnahmewinkel perspektivische Verzerrungen ergeben und drittens können je nach Lichteinfall Vertiefungen als Erhebungen erscheinen. Die Fotografie eignet sich dementsprechend eher für die Vermittlung eines Gesamteindruckes und einer farblichen Vorstellung als für die originale Wiedergabe. Auch die Technik des Stanniolabdruckes eignet sich aufgrund des zeitlichen Aufwands und der Unhandlichkeit in der Benutzung nur begrenzt für den ständigen Einsatz. Einbanddurchreibungen hingegen sind eine günstig, schnell und einfach hergestellte Alternative.

## Herstellung

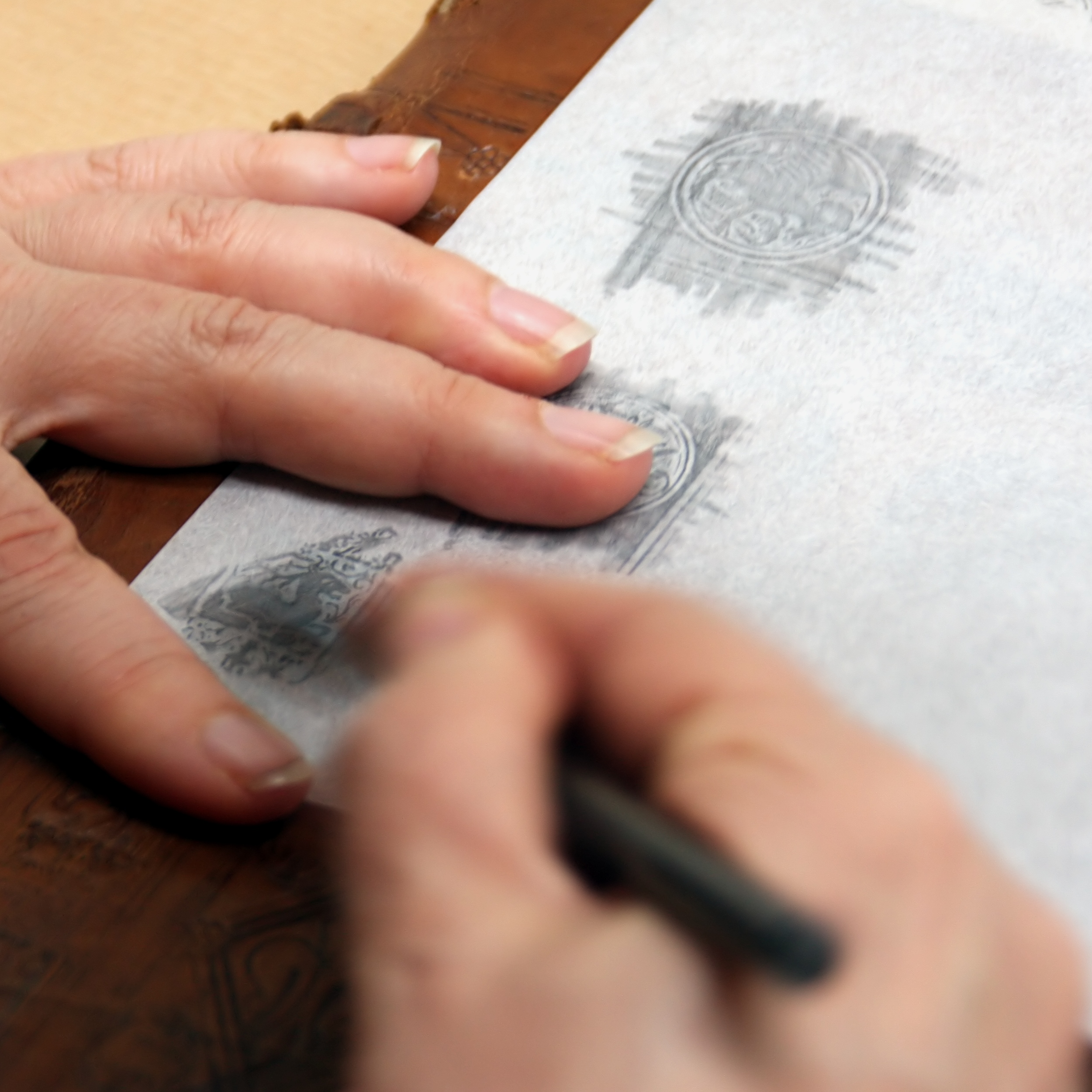
Herstellung einer Stempeldurchreibung

Um eine Durchreibung herzustellen, wird ein möglichst dünnes und glattes Blatt Papier auf die zu reproduzierenden Einbandteile gelegt. Durch rasches Streichen bzw. Schraffieren mithilfe eines weichen Bleistiftes werden die Motive maßstabsgetreu auf das Papier übertragen (durchgerieben). Bei Ganzdurchreibungen wird in der Regel eine weniger dichte Schraffur benötigt, um eine Gesamtvorstellung der Einteilung und Anordnung der einzelnen Stempelabdrucke zu liefern, während Stempeldurchreibungen, die dem präzisen Vergleich standhalten müssen, alle Details klar und deutlich abbilden sollten.

## Sammlungen und Digitalisierung
Sammlungen von Durchreibungen werden heute in verschiedenen deutschen Bibliotheken gesammelt und verwaltet, so in der Staatsbibliothek zu Berlin, der Württembergischen Landesbibliothek in Stuttgart, der Herzog August Bibliothek in Wolfenbüttel und der Bayerischen Staatsbibliothek. Eine digitale Zugangsmöglichkeit zu diesen Sammlungen bietet die Einbanddatenbank (EBDB), in der zahlreiche Einzeldurchreibungen von Stempeln, Rollen und Platten sowie Ganzdurchreibungen in eingescannter Form samt den zugehörigen Beschreibungen zur Verfügung stehen.

### Wichtige Sammlungen von Durchreibungen
| Sammlungsname         | Person                         | Institution                                           | In EBDB |
| --------------------- | ------------------------------ | ----------------------------------------------------- | ------- |
| Sammlung Kyriss       | Ernst Kyriss (1881–1974)       | Württembergische Landesbibliothek Stuttgart           | Ja      |
| Sammlung Wolfenbüttel | Helmar Härtel (* 1942)         | Herzog August Bibliothek Wolfenbüttel                 | Ja      |
| Sammlung München      | Ferdinand Geldner (1902–1989)  | Bayerische Staatsbibliothek München                   | Ja      |
| Sammlung Schunke      | Ilse Schunke (1892–1979)       | Staatsbibliothek zu Berlin – Preußischer Kulturbesitz | Ja      |
| Sammlung Schwenke     | Paul Schwenke (1853–1921)      | Staatsbibliothek zu Berlin – Preußischer Kulturbesitz | Ja      |
| Sammlung Darmstadt    | Hermann Knaus, Kurt Hans Staub | Universitäts- und Landesbibliothek Darmstadt          | Ja      |
| Sammlung Floerke      | Anna Marie Floerke (1887–1961) | Universitätsbibliothek Rostock                        | Ja      |
| Sammlung Rhein        | Adolf Rhein (1885–1964)        | Universitäts- und Forschungsbibliothek Erfurt/Gotha   | Nein    |